# Мерчант (сервис)
Мерчант (от англ. merchant — купец, торговец, коммерсант) — название для широкой категории финансовых услуг, предназначенных для использования в бизнесе. Наиболее часто это название относится к службе, которая позволяет принимать платежи с использованием банковской пластиковой карты. В общем случае этот термин может подразумевать следующие значения:
- приём платежей через банковские карты;
- проверка и предоставление гарантий получения услуг;
- автоматизированная система составления услуги;
- программы подарков и карт лояльности;
- платёжный шлюз;
- маркетинг по электронной почте;
- прямой почтовый маркетинг;
- системы онлайн заказов.